# Gabriel Moore
Gabriel Moore (1785 - 1845) fue un político demócrata-republicano de Alabama, nacido en el Condado de Stokes (Carolina del Norte). El cargo más importante de Moore fue el de gobernador de Alabama desde 1829 hasta 1831; también fue el segundo representante del estado de Alabama y el primer representante del primer distrito del congreso. 
En 1831, habiendo cumplido dos años de sus cuatro como gobernador, Moore renunció para buscar un lugar de Clase 3 en el Senado. En respuesta a su renuncia, Moore fue reemplazado como gobernador de Alabama por el presidente del Senado de Alabama Samuel B. Moore.
La campaña de Gabriel fue exitosa y ocupó durante seis años el cargo de senador de Clase 3 junto con William R. King antes de perder contra John McKinley en 1837, quien había precedido a Moore en 1831. Luego de perder ante McKinley, Moore se mudó a Caddo (Texas) en 1843, donde murió dos años después cuando tenía aproximadamente sesenta años de edad.